# Saison 2020 de l'équipe cycliste féminine Trek-Segafredo
La saison 2020 de l'équipe cycliste féminine Trek-Segafredo est la deuxième de la formation. Elle accède au statut de WorldTeam, la première division du cyclisme féminin. L'effectif est très stable, avec l'arrivée de la polyvalente Néerlandaise Lucinda Brand et d'Elynor Bäckstedt. Respectivement spécialistes du VTT et du cyclo-cross Jolanda Neff et Ellen Noble quittent l'équipe.
Elizabeth Deignan effectue une saison de premier plan en remportant trois classiques, à savoir : le Grand Prix de Plouay puis La course by Le Tour de France et Liège-Bastogne-Liège. Elisa Longo Borghini se montre également à son avantage. Elle redevient championne d'Italie du contre-la-montre. Lors du championnat d'Europe, elle se livre à un duel épique avec Annemiek van Vleuten et est devancée de peu. Elle est troisième du Tour d'Italie en y gagnant une étape. Aux championnats du monde, elle est troisième derrière Anna van der Breggen et Annemiek van Vleuten. Elle devient ensuite championne d'Italie sur route et est deuxième de La Madrid Challenge by La Vuelta. Ruth Winder remporte le Santos Women's Tour devant la formation Mitchelton-Scott. Ellen van Dijk est deuxième du championnat d'Europe du contre-la-montre et troisième du championnat du monde de la discipline. Audrey Cordon-Ragot devient pour la première fois championne de France sur route, Anna Plichta conserve son titre de championne de Pologne du chrono. Comme bilan, Elizabeth Deignan remporte le classement World Tour et Elisa Longo Borghini est deuxième du classement UCI. Trek-Segafredo est la meilleure équipe dans les deux compétitions.

## Préparation de la saison

### Partenaires et matériel de l'équipe

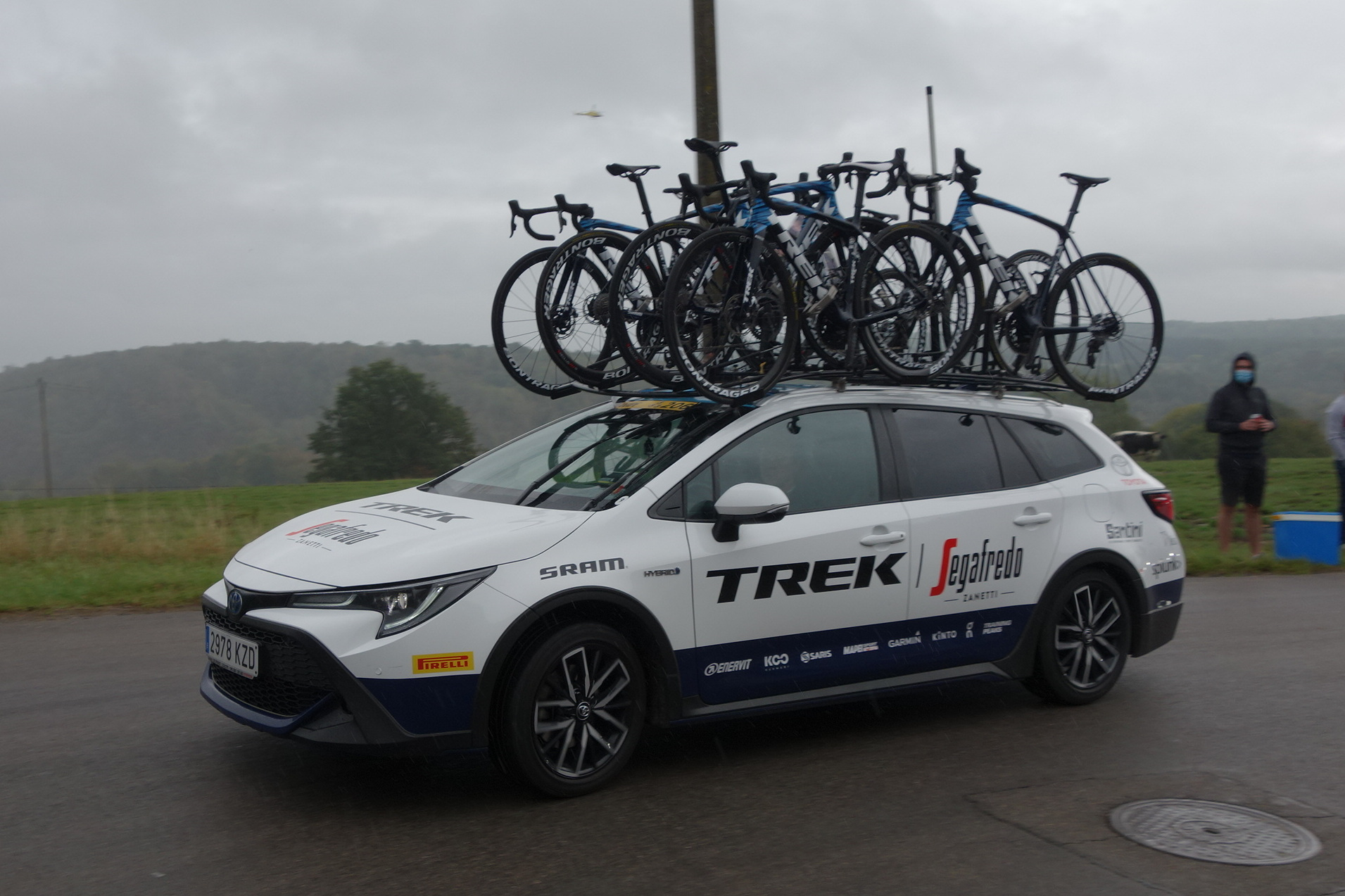
Voiture de l'équipe

Le fabricant de vélo Trek Bicycle Corporation est partenaire principal de l'équipe avec la marque de café Segafredo.

### Arrivées et départs
L'équipe enregistre l'arrivée de la polyvalente Néerlandaise Lucinda Brand. La néo-professionnelle Elynor Bäckstedt rejoint également la formation.
La spécialiste du VTT Jolanda Neff quitte l'équipe. La spécialiste du cyclo-cross Ellen Noble, en fait de même.
| Arrivées         | Équipe 2019         |
| ---------------- | ------------------- |
| Elynor Bäckstedt | Néo-professionnelle |
| Lucinda Brand    | Sunweb              |

| Départs      | Équipe 2020 |
| ------------ | ----------- |
| Jolanda Neff |             |
| Ellen Noble  |             |

### Effectifs
| Effectif 2020             | Effectif 2020     | Effectif 2020 | Effectif 2020                        |
| Cycliste                  | Date de naissance | Pays          | Équipe précédente                    |
| ------------------------- | ----------------- | ------------- | ------------------------------------ |
| Elynor Bäckstedt          | 6 décembre 2001   | Royaume-Uni   | Storey Racing (2019)                 |
| Lucinda Brand             | 2 juillet 1989    | Pays-Bas      | Sunweb (2019)                        |
| Audrey Cordon-Ragot       | 22 septembre 1989 | France        | Wiggle High5 (2018)                  |
| Lizzie Deignan            | 18 décembre 1988  | Royaume-Uni   | Boels Dolmans (2018)                 |
| Lauretta Hanson           | 29 octobre 1994   | Australie     | UnitedHealthcare Women's Team (2018) |
| Lotta Henttala            | 28 juin 1989      | Finlande      | Cervélo Bigla (2018)                 |
| Elisa Longo Borghini      | 10 décembre 1991  | Italie        | Wiggle High5 (2018)                  |
| Letizia Paternoster       | 22 juillet 1999   | Italie        | Astana Women's Team (2018)           |
| Anna Plichta              | 10 février 1992   | Pologne       | Boels Dolmans (2018)                 |
| Ellen van Dijk            | 11 février 1987   | Pays-Bas      | Sunweb (2018)                        |
| Abigail Van Twisk         | 1 mars 1997       | Royaume-Uni   | Trek-Drops (2018)                    |
| Tayler Wiles              | 20 juillet 1989   | États-Unis    | Trek-Drops (2018)                    |
| Ruth Edwards              | 9 juillet 1993    | États-Unis    | Sunweb (2018)                        |
| Trixi Worrack             | 28 septembre 1981 | Allemagne     | Canyon-SRAM Racing (2018)            |
|                           |                   |               |                                      |
| Source : Cycling Archives |                   |               |                                      |

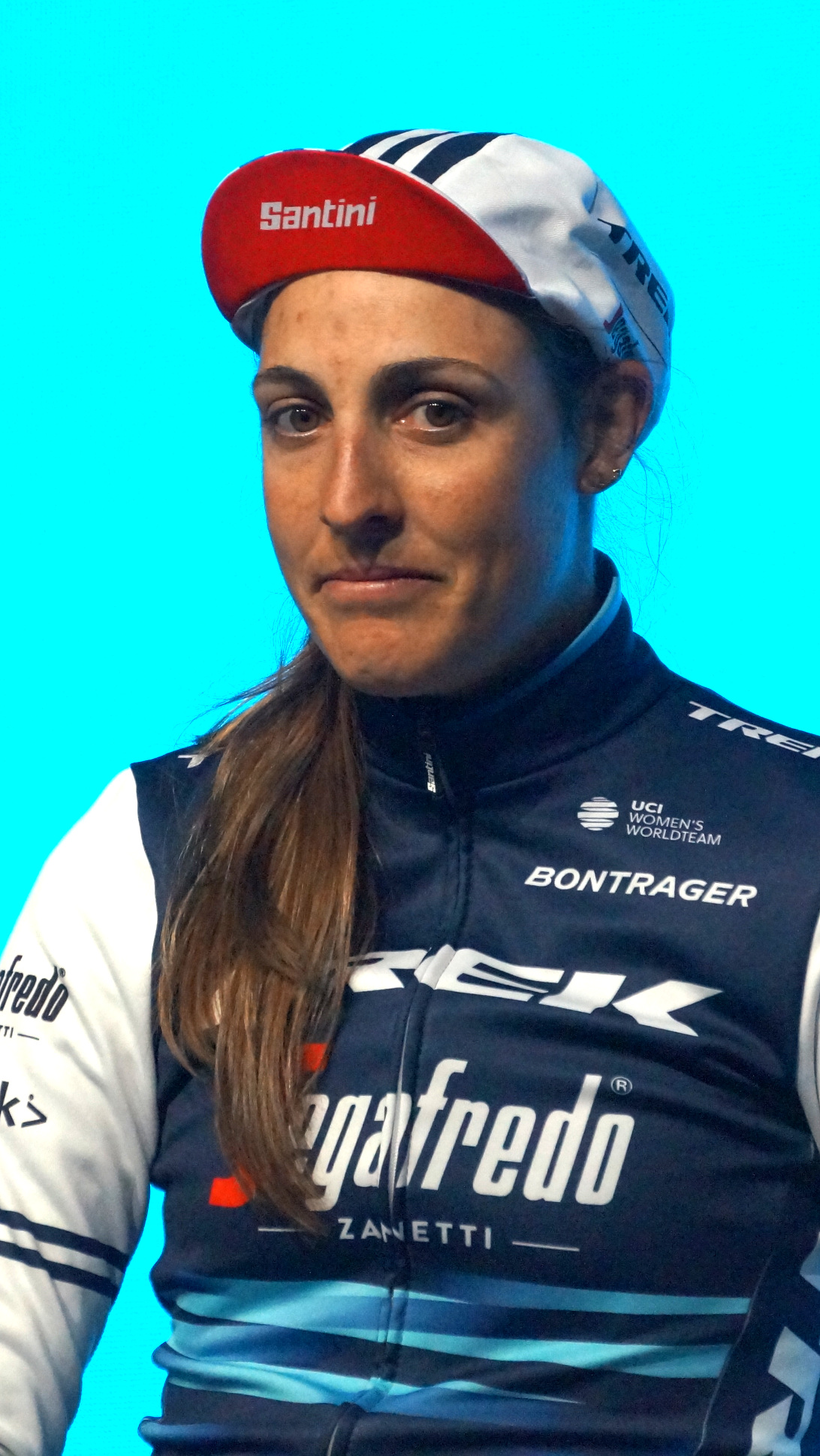
Lucinda Brand
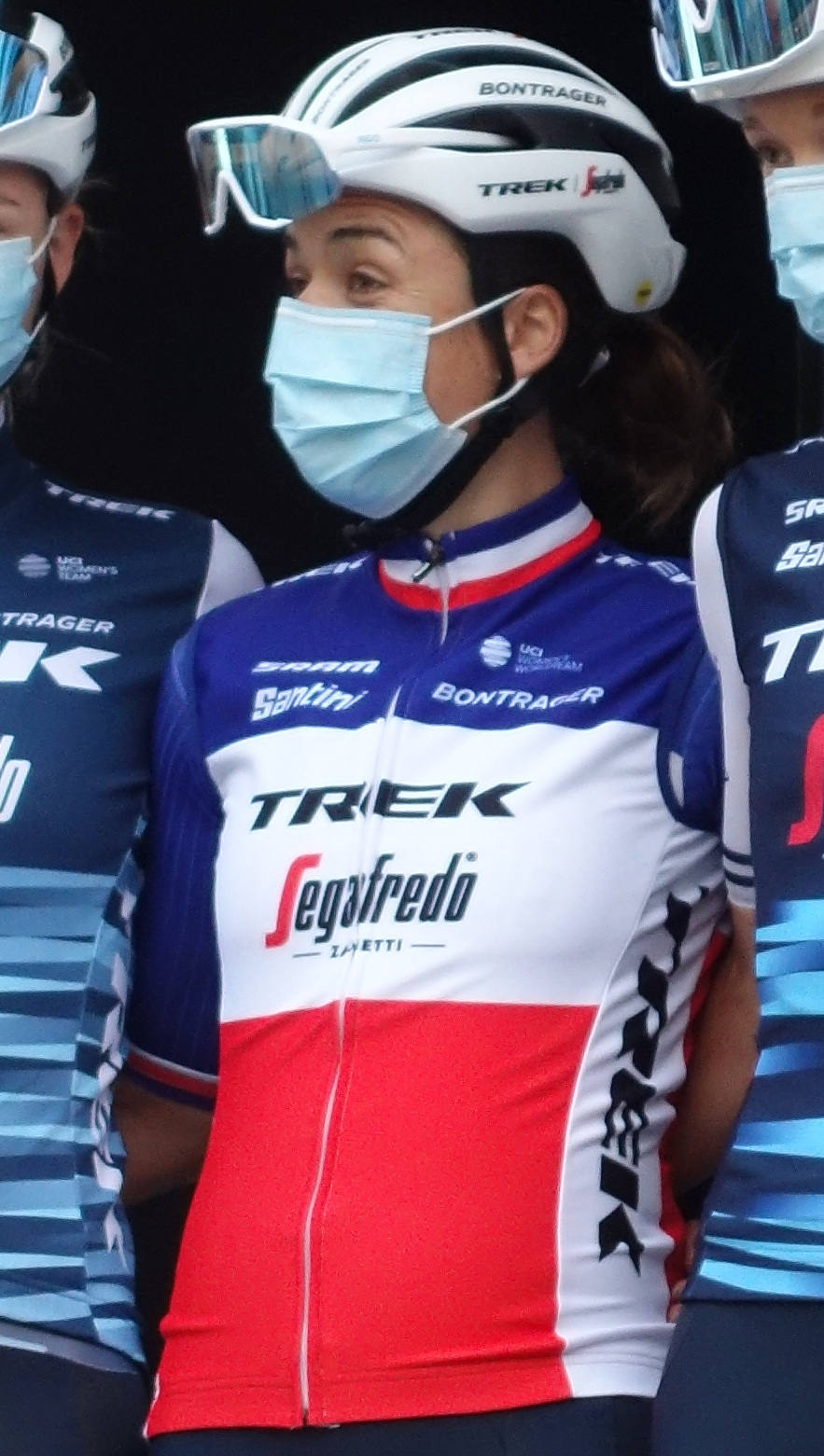
Audrey Cordon-Ragot
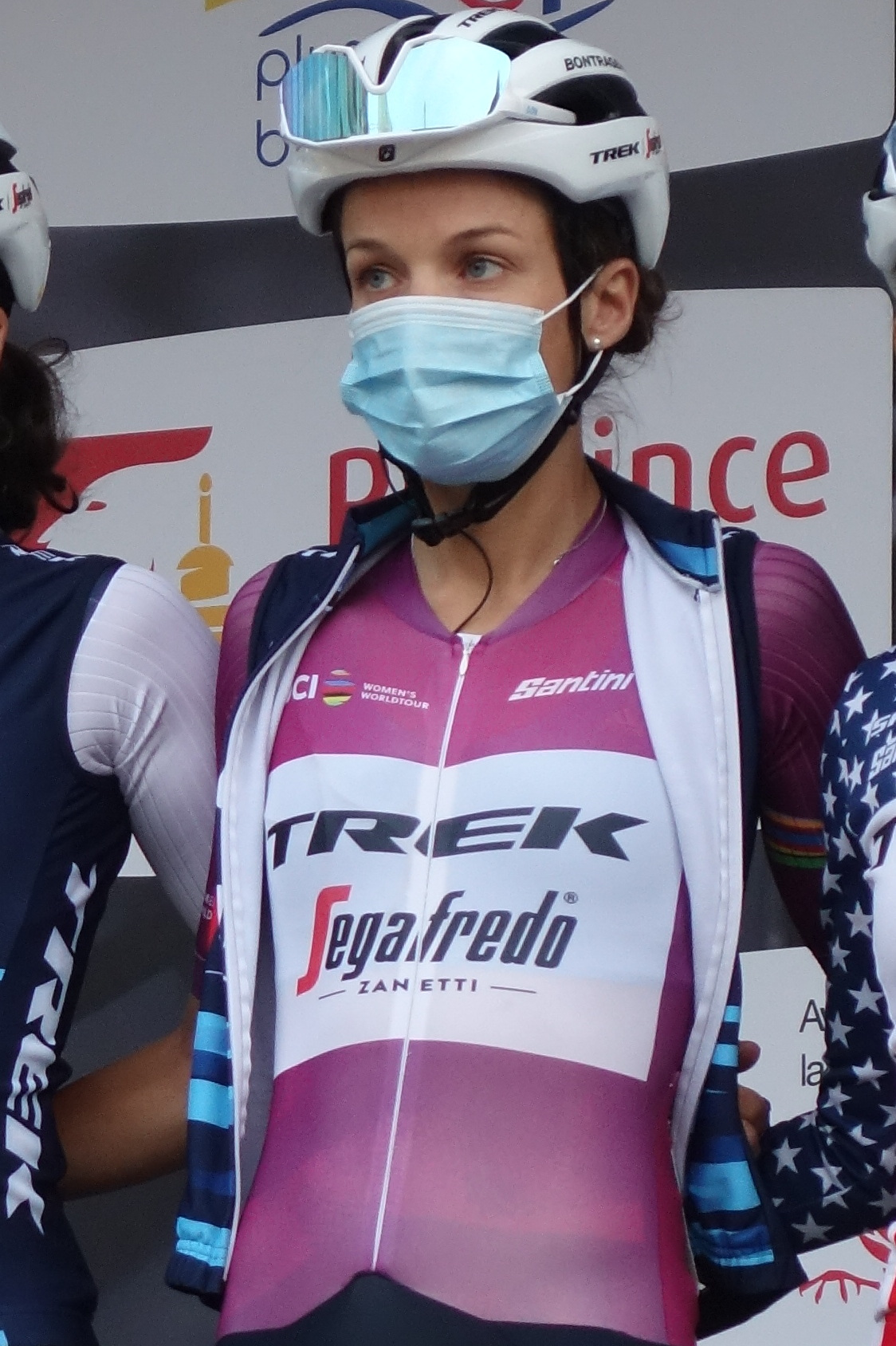
Lizzie Deignan
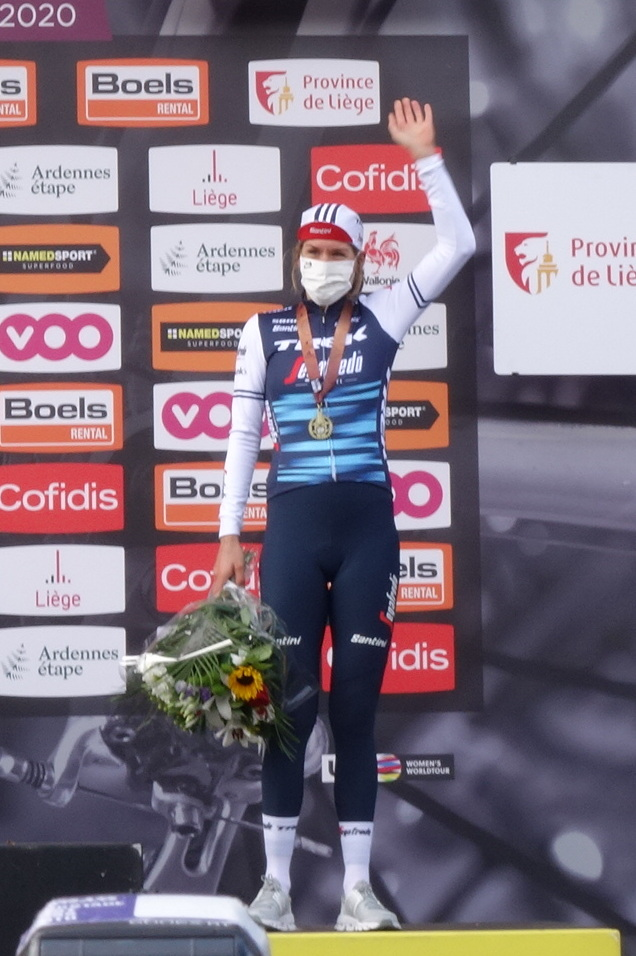
Ellen van Dijk
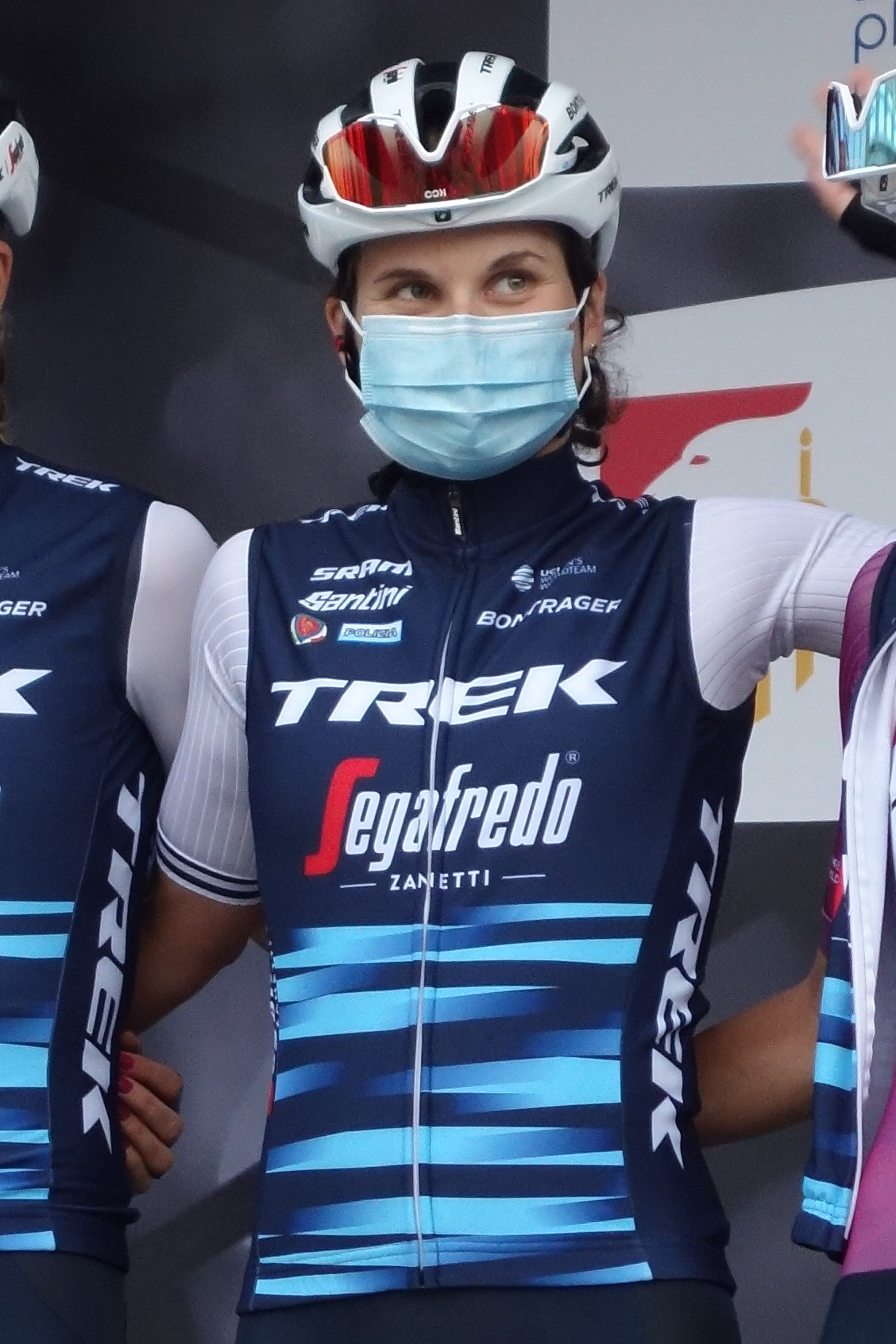
Elisa Longo Borghini
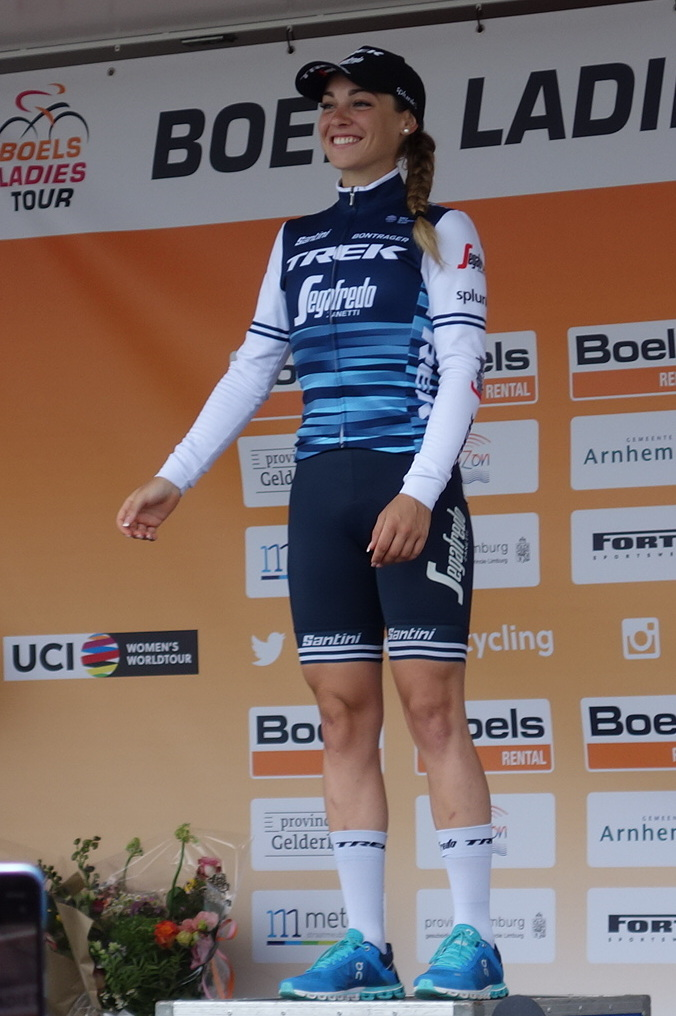
Letizia Paternoster en 2019
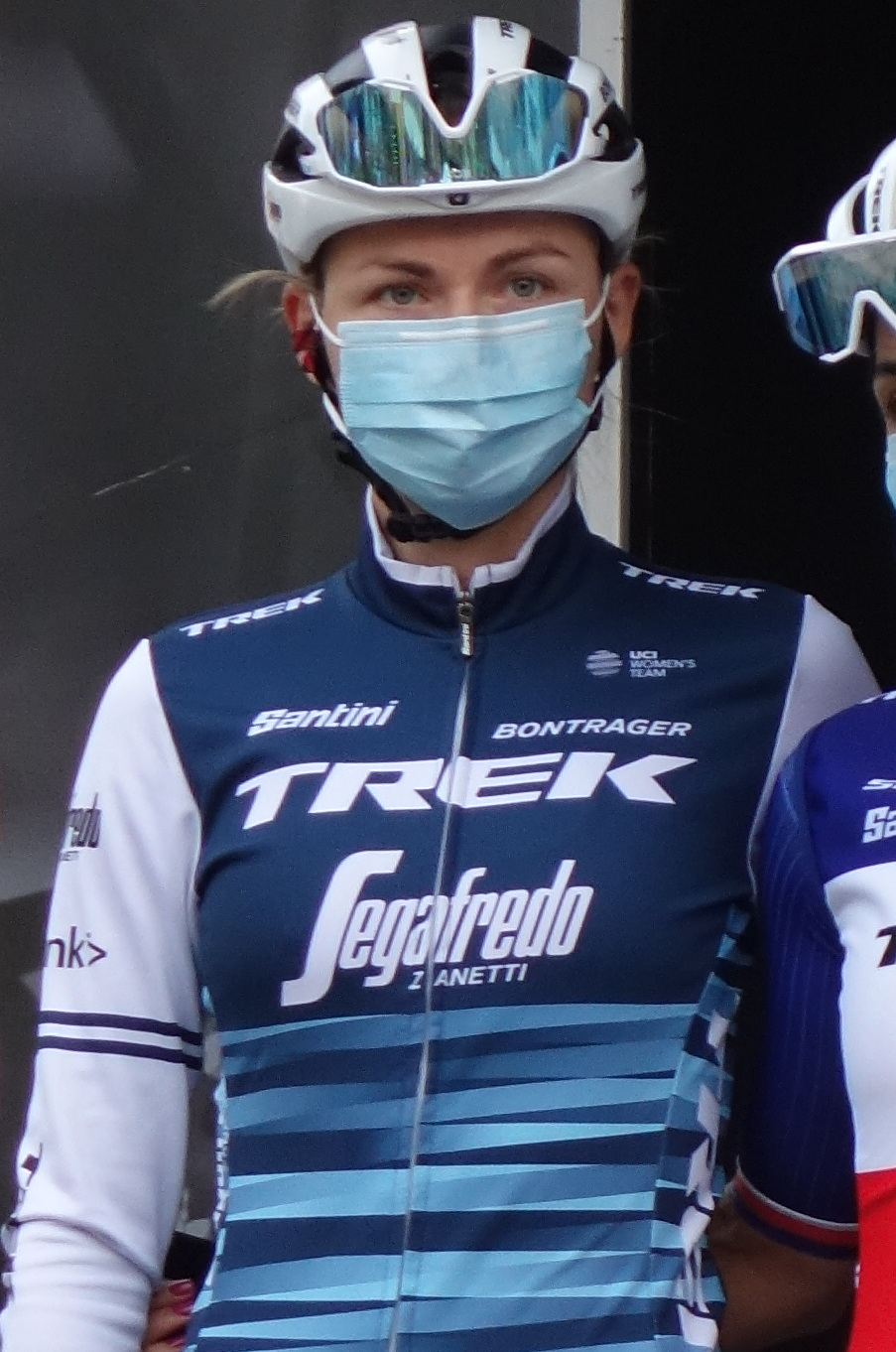
Anna Plichta
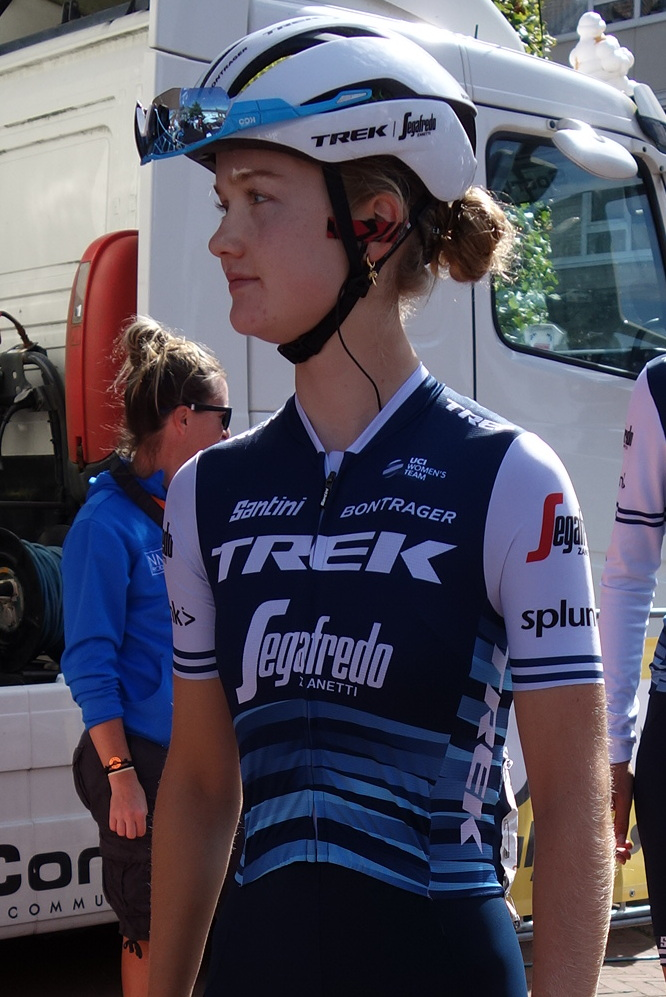
Abigail van Twisk en 2019
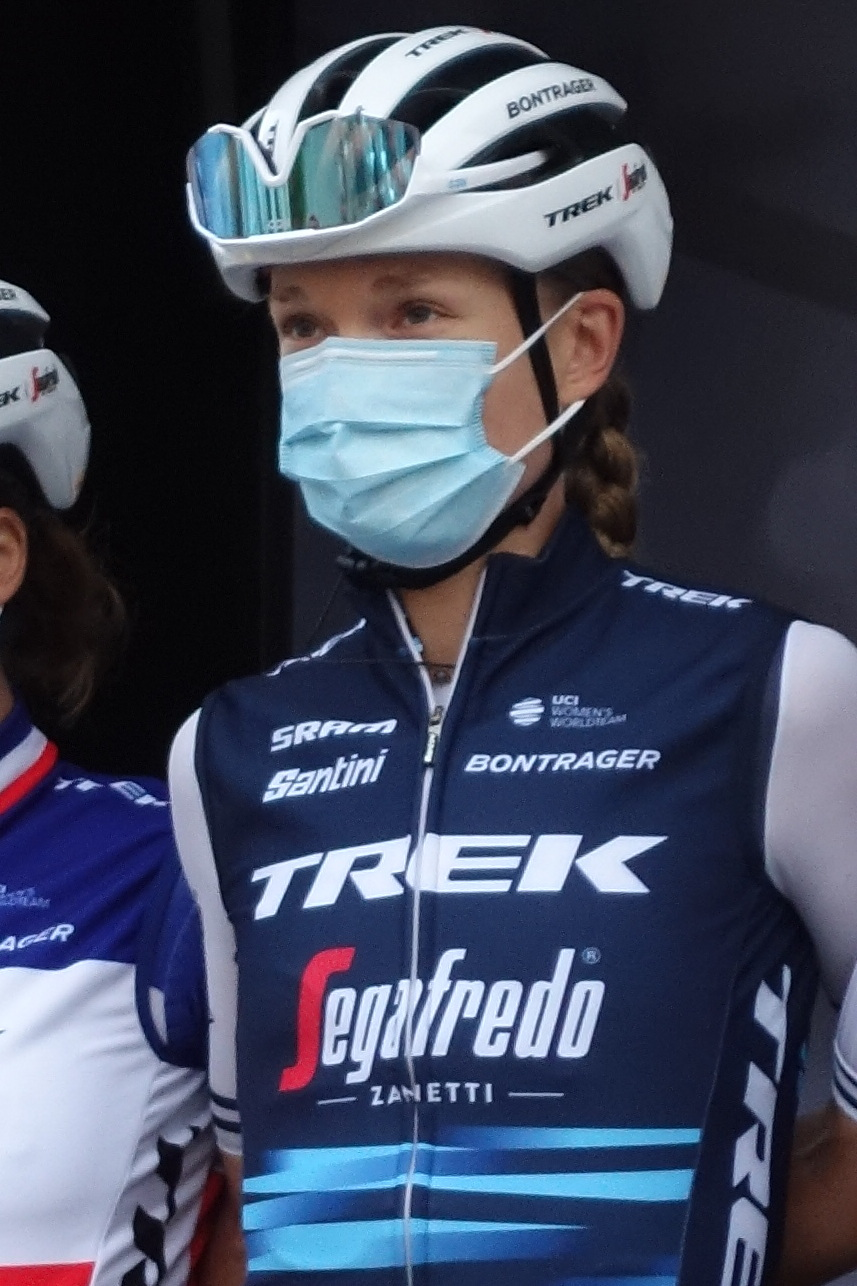
Tayler Wiles
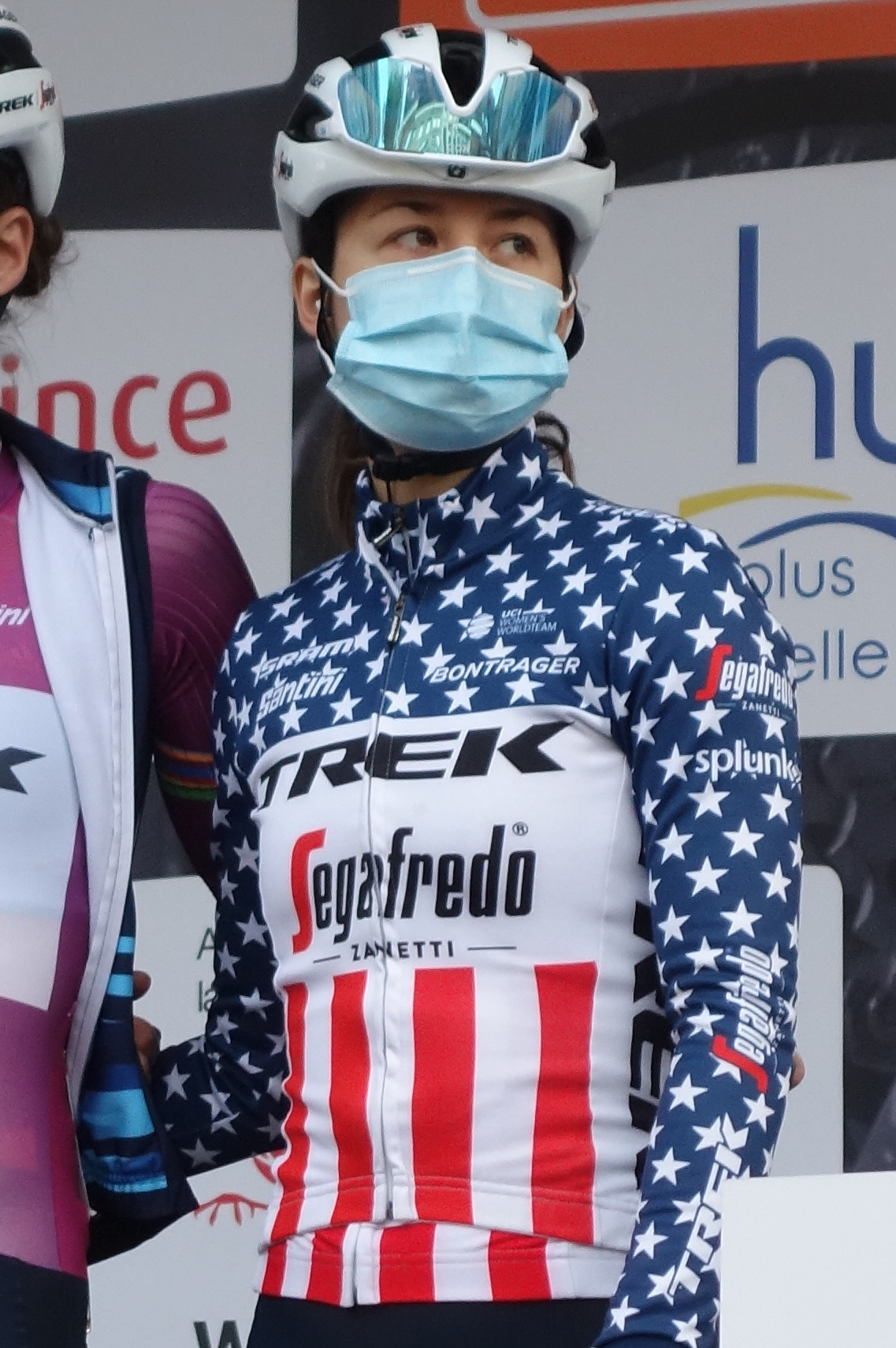
Ruth Winder
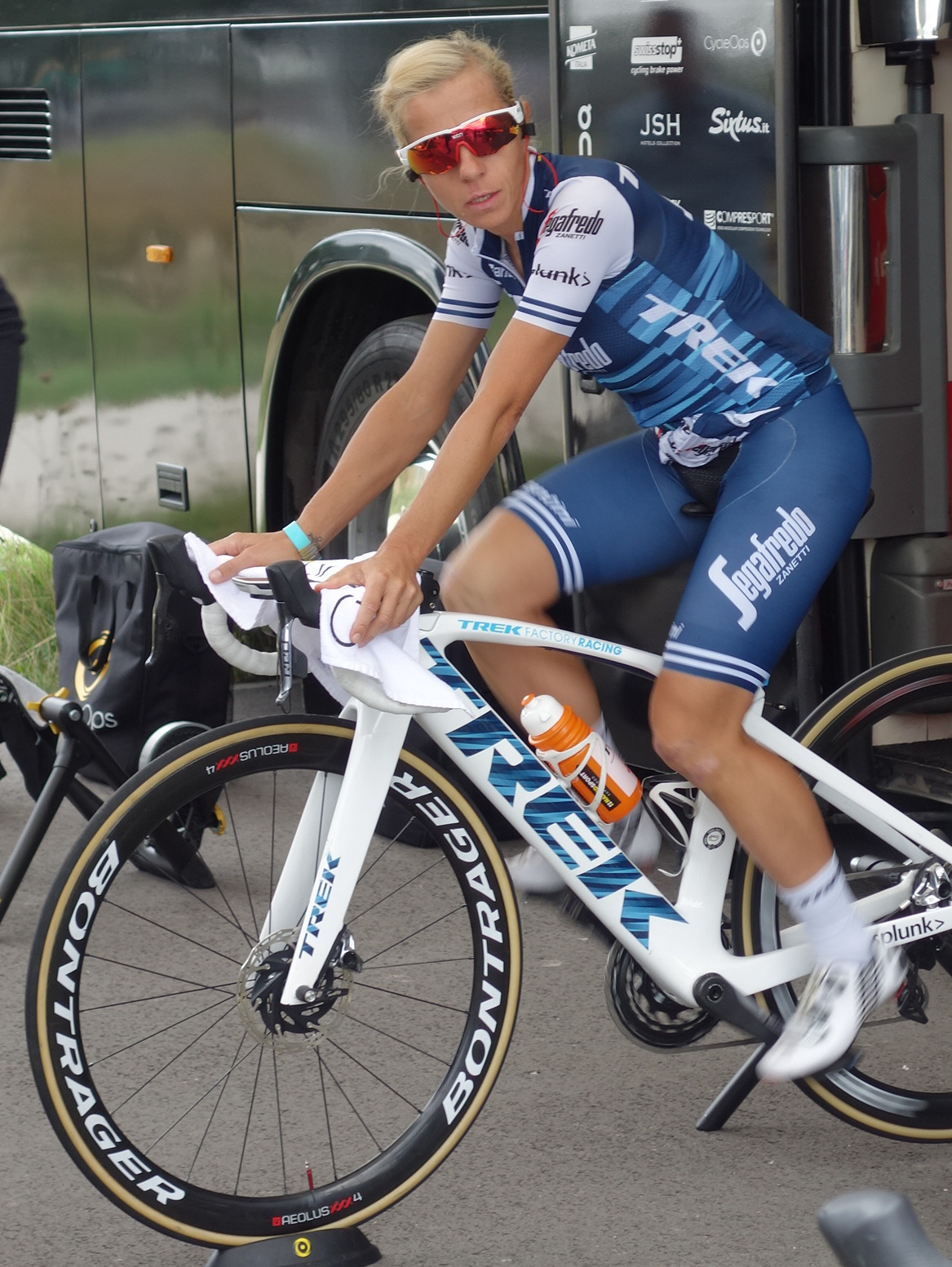
Trixi Worrack en 2019

### Encadrement
Ina-Yoko Teutenberg et Giorgia Bronzini sont les directrices sportives de l'équipe. Luca Guercilena en est la représentante auprès de l'UCI.

## Déroulement de la saison

### Janvier
En cyclo-cross, Lucinda Brand gagne la manche de Coupe du monde de Hoogerheide. Elle prend la médaille de bronze aux championnats du monde.
Au Santos Women's Tour, Lotta Henttala est deuxième du sprint de la première étape derrière Chloe Hosking. Le lendemain, la formation Mitchelton-Scott se met en tête de peloton et imprime un rythme élevé dans la difficulté de la journée. Seules Ruth Winder et Liane Lippert parviennent à suivre. Amanda Spratt attaque alors. Cette action se montre néanmoins contre-productive, les coureuses distancées étant Grace Brown et Lucy Kennedy de son équipe. Il y a donc trois coureuses en tête : Spratt, Winder et Lippert. Ruth Winder est deuxième de l'étape. Sur la troisième étape, elle profite de la configuration de course pour s'imposer au sprint et s'emparer de la tête du classement général. Le dernier jour, l'équipe s'adjuge les sprints intermédiaire et garantie ainsi la victoire finale à Ruth Winder.
À la Race Torquay, Tayler Wiles est en poursuite derrière les deux échappées. Elle prend la troisième place. À la Cadel Evans Great Ocean Road Race Women, à neuf kilomètres de l'arrivée, la côte de Challambra opère la sélection. Liane Lippert, Tayler Wiles et Brodie Chapman se placent en tête. Un groupe de douze coureuses passent le sommet. Sur la dernière ascension du parcours, la Melville Avenue, Liane Lippert attaque. Elle n'est plus revue et s'impose seule. Derrière, Tayler Wiles prend la quatrième place.

### Février
Au Circuit Het Nieuwsblad, Ellen van Dijk fait partie du groupe de poursuite derrière Annemiek van Vleuten qui part dans le Bosberg. À douze kilomètre de la ligne, Van Dijk attaque. Reprise, elle est cinquième de la course.

### Août

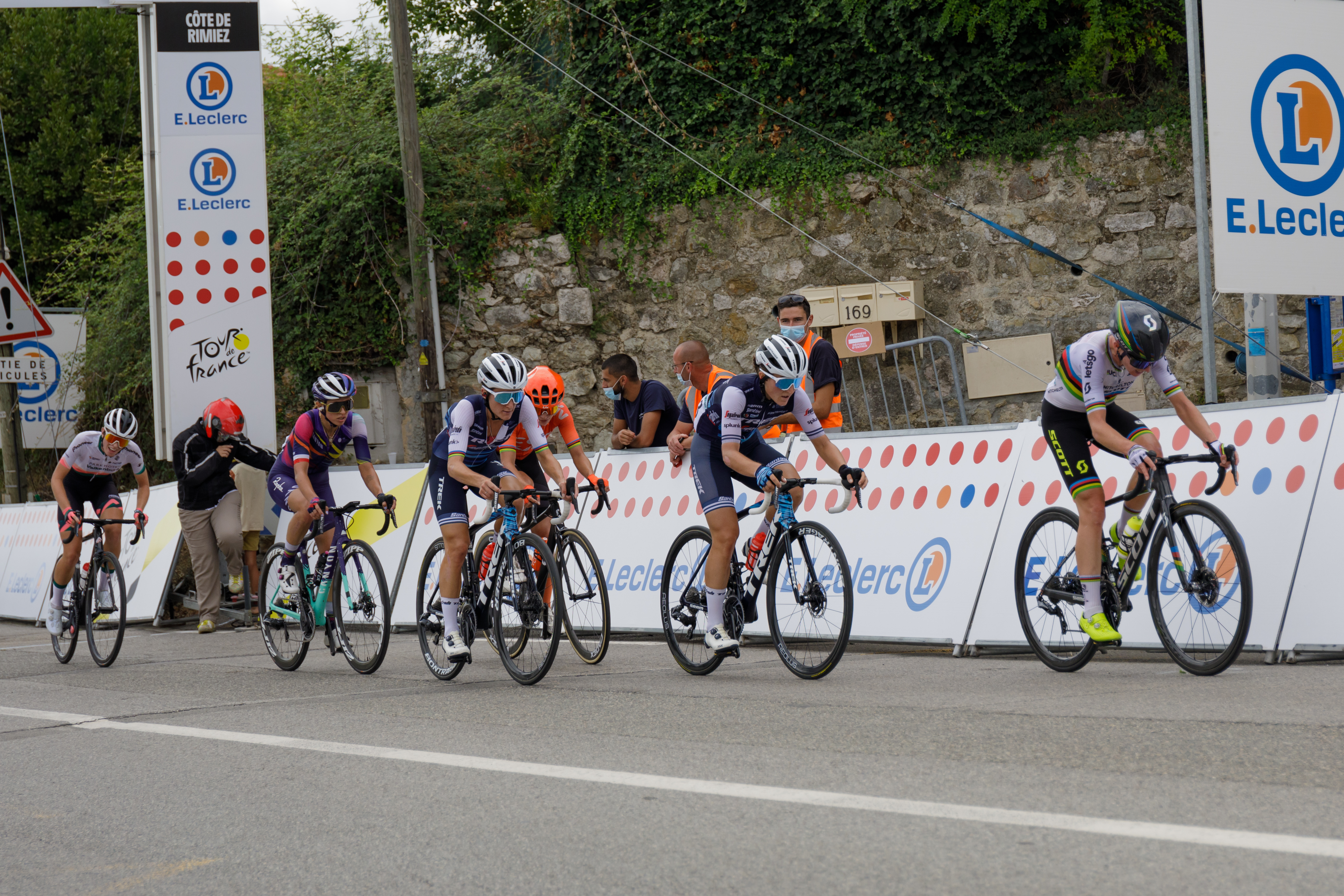
Groupe de tête durant la Course by le Tour

Aux Strade Bianche, Ellen van Dijk fait partie de l'échappée de onze coureuses qui se forme peu avant le kilomètre cinquante. Elisa Longo Borghini est cinquième de la course.
À la fin du mois, Elisa Longo Borghini reprend le titre de championne d'Italie du contre-la-montre. Anna Plichta conserve son titre dans la même discipline en Pologne. En France, une échappée de huit coureuses se forme à vingt-trois kilomètres de l'arrivée avec Audrey Cordon-Ragot. Malgré la présence de trois coureuses de l'équipe FDJ et trois coureuses de l'équipe Arkéa, elle parvient à distancer toute ses adversaires à dix kilomètres de l'arrivée et s'impose seule. C'est son premier titre de championne de France sur route.
Les championnats d'Europe se disputent en parallèle du Grand Prix de Plouay, sur le même circuit. Sur le contre-la-montre, Ellen van Dijk est deuxième, trente-et-une secondes derrière Anna van der Breggen. Audrey Cordon-Ragot est dixième. Au Grand Prix de Plouay, à trente-cinq kilomètres de l'arrivée, Elizabeth Banks place une offensive. Elle est suivie par Elizabeth Deignan. Dix kilomètres plus loin, leur avance est d'une minute. Elles se jouent la victoire Elizabeth Deignan s'impose facilement pour la troisième fois. Le lendemain, sur la course en ligne des championnats d'Europe, à trente-huit kilomètres de l'arrivée, Elizabeth Deignan est prise dans la chute d'Elise Chabbey. Peu après, Elisa Longo Borghini suit l'attaque d'Annemiek van Vleuten. Katarzyna Niewiadoma opère rapidement la jonction. Dans la côte du Lézot, Cecilie Uttrup Ludwig, revenue de sa chute, attaque mais est suivie par Ellen van Dijk, Amy Pieters et Audrey Cordon alors que l'écart est d'une vingtaine de secondes. Elles sont immédiatement reprises. À vingt-trois kilomètres de l'arrivée, Chantal Blaak sort seule et revient sur le groupe de tête. Annemiek van Vleuten, qui jusqu'alors s'économisait, se met au service de Chantal Blaak et mène le groupe. L'écart monte à la minute. Dans le dernier tour, Elisa Longo Borghini attaque dans la côte du Lézot. Annemiek van Vleuten et Katarzyna Niewiadoma reviennent sur l'Italienne mais Chantal Blaak est distancée. Annemiek van Vleuten place une accélération violente dans la montée Lann Payot alors que ses adversaires sont affaiblies. Elisa Longo Borghini revient après deux kilomètres de chasse. À quatre kilomètres de l'arrivée, Chantal Blaak et Katarzyna Niewiadoma reviennent ensemble sur le duo de tête. Dans la dernière difficulté de la journée, Elisa Longo Borghini attaque. Après une temporisation, Annemiek van Vleuten renchérit, seule l'Italienne peut suivre. Au sprint, Annemiek van Vleuten s'impose. Audrey Cordon est cinquième détachée.
Sur la course by Le Tour de France, dans le premier tour, au début de la descente sinueuse, Katarzyna Niewiadoma attaque. Elle est suivie par Elisa Longo Borghini entre autres. Elles ont environ quarante-cinq secondes d'avance sur un groupe de vingt-cinq coureuses sur la partie plate menant à la promenade des Anglais. Le peloton se reforme néanmoins et reprend les échappées à la fin du premier tour. Dès le début de l'ascension, Annemiek van Vleuten imprime un rythme très élevé qui élimine toutes les concurrentes à l'exception de : Elisa Longo Borghini, Elizabeth Deignan, Marianne Vos, Katarzyna Niewiadoma et Demi Vollering, cette dernière faisant l'élastique. Elizabeth Deignan attaque au sommet, mais le groupe se reforme en bas de la descente. Le peloton est alors à plus d'une minute de retard. La première attaque vient d'Elisa Longo Borghini à environ deux kilomètres et demi de l'arrivée. Marianne Vos est cependant attentive. Annemiek van Vleuten contre-attaque, sans plus de succès. Elisa Longo Borghini attaque de nouveau, puis van Vleuten. Finalement, Elisa Longo Borghini lance le sprint en revenant sur le groupe à environ quatre cents mètres de la ligne. Marianne Vos réagit et la passe immédiatement. Elizabeth Deignan décrochée au départ revient progressivement avant de passer Marianne Vos dans les derniers mètres.

### Septembre

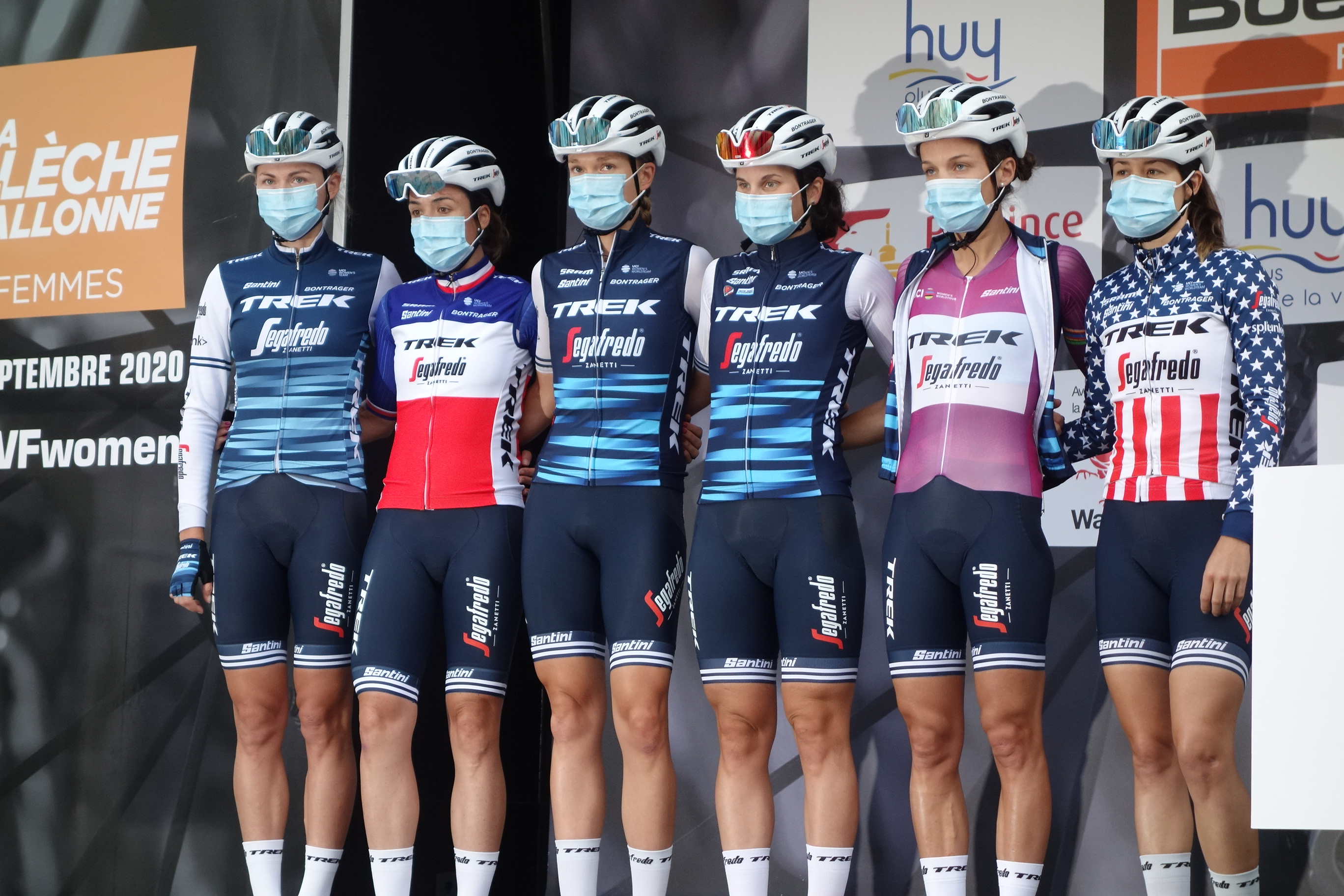
Équipe au départ de la Flèche wallonne

Au Tour de l'Ardèche,  Audrey Cordon-Ragot est deuxième de la première étape derrière Margarita Victoria García dans un final en pente. Le lendemain, elle concède neuf minutes au classement général. Bien emmenée, elle remporte au sprint la troisième étape. Une chute sur la cinquième étape la contraint à l'abandon.
Au Tour d'Italie, la formation remporte le contre-la-montre par équipes inaugural. Elisa Longo Borghini endosse le maillot rose. Le lendemain, l'étape sur les sentiers en graviers provoque des écarts conséquents. Elisa Longo Borghini perd plus de quatre minutes face à Annemiek van Vleuten et par là même la tête du classement général. Sur la troisième étape, Longo Borghini est troisième de l'arrivée en côte, puis deuxième du peloton soit quatrième de l'étape le jour suivant alors que Ruth Winder était échappée toute la journée. Elizabeth Deignan est troisième du sprint de la cinquième étape. Lors de la septième étape, Elizabeth Deignan est deuxième du sprint derrière Lotte Kopecky. Sur la huitième étape, Ruth Winder fait partie de l'échappée de huit coureuses à mi-étape. Dans le final, Elisa Longo Borghini et Anna van der Breggen se livre à un duel dans les pentes. L'Italienne s'impose devant la Néerlandaise qui endosse le maillot rose. Ellen van Dijk participe à l'échappée allant au bout sur l'ultime étape et prend la cinquième place. Elisa Longo Borghini est troisième du classement final de l'épreuve.
Lors des championnats du monde, Ellen van Dijk est troisième du contre-la-montre trente-et-une secondes derrière Anna van der Breggen. Audrey Cordon est onzième et Anna Plichta quatorzième. Sur la course en ligne, Tayler Wiles fait partie de l'échappée. À deux tours de l'arrivée, dans la côte Mazzolano, Anna van der Breggen imprime un rythme très élevé dans la montée ce qui disloque le peloton. Elle est notamment suivie par Elisa Longo Borghini et Elizabeth Deignan. Passé le sommet, un peloton d'une trentaine d'unité se reforme. L'échappée est alors reprise. Dans l'ascension suivante, la Cima Gallisterna, Annemiek van Vleuten se met en tête et accélère nettement mettant en difficulté la concurrence. Anna van der Breggen surenchérit alors avec un puissante attaque. Derrière, Annemiek van Vleuten, Elisa Longo Borghini et Cecilie Uttrup Ludwig forme un groupe de poursuite. Elizabeth Deignan les rejoint ensuite. Par la suite, le peloton les reprend. Dans la dernière ascension de la course, Cecilie Uttrup Ludwig attaque avec Elisa Longo Borghini. Elizabeth Deignan doit lâcher prise, tandis qu'Annemiek van Vleuten fait le bond. Uttrup Ludwig est distancée proche du sommet. Elisa Longo Borghini attaque van Vleuten, mais ne parvient pas à la distancer. Elle finit troisième, Elizabeth Deignan est sixième et Audrey Cordon-Ragot treizième,. 
À la Flèche wallonne, Audrey Cordon-Ragot fait partie du groupe qui passe au sommet du mur de Huy en tête la première fois. Ce groupe est néanmoins repris. Finalement, Elizabeth Deignan est quatrième et Elisa Longo Borghini cinquième.

### Octobre

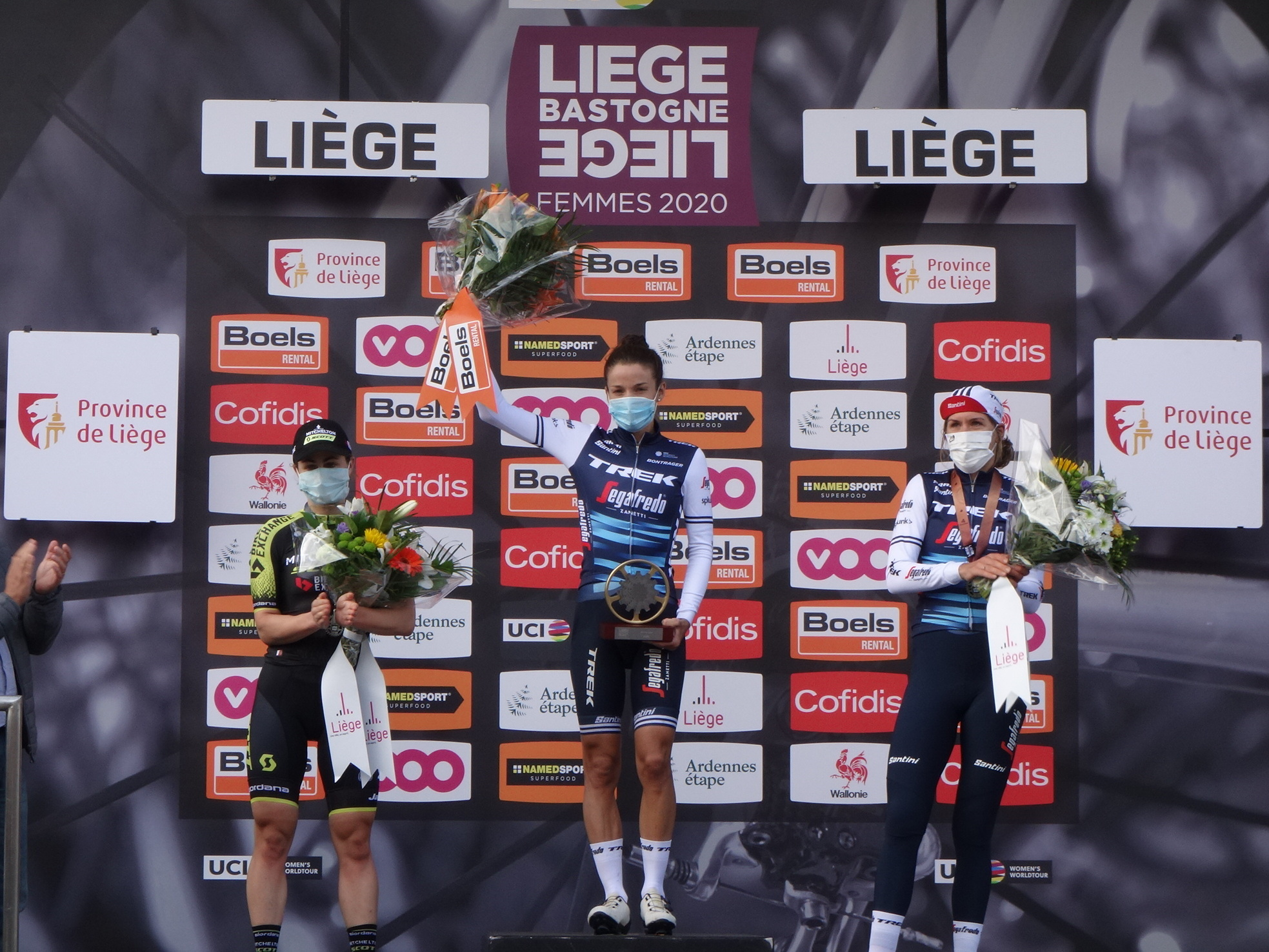
Podium de Liège-Bastogne-Liège

Sur Liège-Bastogne-Liège, un groupe de huit favorites, dont Elizabeth Deignan et Ellen van Dijk sort peu avant la côte de la Vecquée. Ce groupe obtient rapidement une minute d'avance et arrive au pied de la Redoute avec une minute trente d'écart. Elizabeth Deignan y attaque. Elle prend trente secondes au sommet sur ses poursuivantes. Elizabeth Deignan compte une minute d'avance à vingt kilomètres de l'arrivée. Derrière Ellen van Dijk couvre les attaques. Sur la Roche aux Faucons, Grace Brown part seule et part en chasse sur Elizabeth Deignan. Elle reprend petit à petit du terrain. Elizabeth Deignan resiste néanmoins et s'impose avec neuf secondes d'avance sur Grace Brown. Derrière, Ellen van Dijk anticipe le sprint et prend la troisième place. 
Lors de Gand-Wevelgem, sur la deuxième montée du Monteberg, Elisa Longo Borghini attaque, mais les autres équipes ne la laisse pas partir. Sur le mont Kemmel, Lisa Brennauer et Ellen van Dijk mènent. La Néerlandaise ainsi que Longo Borghini et Deignan font partie du groupe de onze coureuses à s'extraire du peloton sur le dernier passage du mont Kemmel. Dans le final, Elisa Longo Borghini et Ellen van Dijk tentent de sortir mais Amy Pieters est vigilante. Au sprint, Elizabeth Deignan est huitième. Au Tour des Flandres, au sommet du Kruisberg, Chantal Blaak attaque. Elle est suivie par Elisa Longo Borghini, Lisa Brennauer et van der Breggen. L'accélération reprend les deux échappée. Trek-Segafredo ne pèse cependant pas sur la course. Elisa Longo Borghini est huitième. Aux Trois Jours de La Panne, elle est septième du sprint et Ellen van Dijk huitième.

### Novembre-décembre
En cyclo-cross, Lucinda Brand remporte les manches de Coupe du monde de Tábor, Namur et Termonde. En Superprestige, elle gagne à Niel, Merksplas, Boom, Gavere et Zolder.

## Victoires

### Sur route
| Victoires | Victoires                                   | Victoires | Victoires | Victoires            | Victoires |
| Date      | Course                                      | Pays      | Classe    | Vainqueur            |           |
| --------- | ------------------------------------------- | --------- | --------- | -------------------- | --------- |
| 18 janv.  | 3e étape, Women's Tour Down Under           | Australie | 2.Pro     | Ruth Edwards         |           |
| 19 janv.  | Classement général, Women's Tour Down Under | Australie | 2.Pro     | Ruth Edwards         |           |
| 20 août   | Championnat de Pologne du contre-la-montre  | Pologne   | CN        | Anna Plichta         |           |
| 21 août   | Championnat d'Italie du contre-la-montre    | Italie    | CN        | Elisa Longo Borghini |           |
| 22 août   | Championnat de France sur route             | France    | CN        | Audrey Cordon-Ragot  |           |
| 26 août   | Grand Prix de Plouay                        | France    | 1.WWT     | Lizzie Deignan       |           |
| 29 août   | La Course by Le Tour de France              | France    | 1.WWT     | Lizzie Deignan       |           |
| 5 sept.   | 3e étape du Tour de l'Ardèche               | France    | 2.1       | Audrey Cordon-Ragot  |           |
| 11 sept.  | 1re étape du Tour d'Italie                  | Italie    | 2.WWT     | Trek-Segafredo       |           |
| 18 sept.  | 8e étape du Tour d'Italie                   | Italie    | 2.WWT     | Elisa Longo Borghini |           |
| 4 oct.    | Liège-Bastogne-Liège                        | Belgique  | 1.WWT     | Lizzie Deignan       |           |
| 31 oct.   | Championnat d'Italie sur route              | Italie    | CN        | Elisa Longo Borghini |           |

### Résultats sur les courses majeures

#### World Tour
| Date            | #  | Course                            | Pays      | Meilleure classée    | Classement |
| --------------- | -- | --------------------------------- | --------- | -------------------- | ---------- |
| 1er février     | 1  | Cadel Evans Great Ocean Road Race | Australie | Tayler Wiles         | 4e         |
| 1er août        | 2  | Strade Bianche                    | Italie    | Elisa Longo Borghini | 5e         |
| 26 août         | 3  | Grand Prix de Plouay              | France    | Lizzie Deignan       | Vainqueur  |
| 29 août         | 4  | La course by Le Tour de France    | France    | Lizzie Deignan       | Vainqueur  |
| 11-19 septembre | 5  | Tour d'Italie                     | Italie    | Elisa Longo Borghini | 3e         |
| 30 septembre    | 6  | Flèche wallonne                   | Belgique  | Lizzie Deignan       | 4e         |
| 4 octobre       | 7  | Liège-Bastogne-Liège              | Belgique  | Lizzie Deignan       | Vainqueur  |
| 11 octobre      | 8  | Gand-Wevelgem                     | Belgique  | Lizzie Deignan       | 8e         |
| 18 octobre      | 9  | Tour des Flandres                 | Belgique  | Elisa Longo Borghini | 8e         |
| 20 octobre      | 10 | Trois Jours de la Panne           | Belgique  | Elisa Longo Borghini | 7e         |
| 6-8 novembre    | 11 | La Madrid Challenge by La Vuelta  | Espagne   | Elisa Longo Borghini | 2e         |

Lizzie Deignan remporte le World Tour devant Elisa Longo Borghini. La formation Trek-Segafredo est la meilleure équipe.

### En cyclo-cross
| Date        | Course      | Pays     | Classe | Vainqueur     |
| ----------- | ----------- | -------- | ------ | ------------- |
| 26 janvier  | Hoogerheide | Pays-Bas | CDM    | Lucinda Brand |
| 3 octobre   | Kruibeke    | Belgique | C2     | Lucinda Brand |
| 11 novembre | Niel        | Belgique | C1     | Lucinda Brand |
| 21 novembre | Merksplas   | Belgique | C1     | Lucinda Brand |
| 28 novembre | Kortrijk    | Belgique | C2     | Lucinda Brand |
| 29 novembre | Tabor       | Tchéquie | CDM    | Lucinda Brand |
| 6 décembre  | Boom        | Belgique | C2     | Lucinda Brand |
| 13 décembre | Gavere      | Belgique | C2     | Lucinda Brand |
| 20 décembre | Namur       | Belgique | CDM    | Lucinda Brand |
| 26 décembre | Zolder      | Belgique | C1     | Lucinda Brand |
| 27 décembre | Dendermonde | Belgique | CDM    | Lucinda Brand |

#### Grand tour
| Grand tour            | Tour d'Italie             |
| --------------------- | ------------------------- |
| Coureuse (classement) | Elisa Longo Borghini (3e) |
| Accessits             | 2 étapes                  |

## Classement mondial
| Classement UCI | Classement UCI       | Classement UCI | Classement UCI |
| Coureuse       | Coureuse             | Pays           | Points         |
| -------------- | -------------------- | -------------- | -------------- |
| 2e             | Elisa Longo Borghini | Italie         | 2532 pts       |
| 5e             | Lizzie Deignan       | Royaume-Uni    | 1896 pts       |
| 10e            | Ellen van Dijk       | Pays-Bas       | 1123 pts       |
| 32e            | Ruth Edwards         | États-Unis     | 422 pts        |
| 33e            | Audrey Cordon-Ragot  | France         | 414 pts        |
| 44e            | Tayler Wiles         | États-Unis     | 321 pts        |
| 120e           | Lotta Henttala       | Finlande       | 117 pts        |
| 137e           | Anna Plichta         | Pologne        | 105 pts        |
| 596e           | Trixi Worrack        | Allemagne      | 8 pts          |
| 616e           | Lucinda Brand        | Pays-Bas       | 6 pts          |
| 661e           | Lauretta Hanson      | Australie      | 5 pts          |

Trek-Segafredo remporte le classement par équipes.